# Mette Holm (översättare)
Mette Holm, född 1958 är en dansk översättare, som speciellt är känd för sina översättningar av Haruki Murakami från japanska till danska. Hon arbetar primärt med litterära översättningar från japanska till danska, men översätter också från engelska och franska till danska. Utöver Haruki Murakamis böcker har hon bland annat översatt böcker av Banana Yoshimoto och Kenzaburo Oe samt en rad mangor. Dessutom har hon skrivit dubbningsmanus till nästan alla Hayao Miyazakis tecknade filmer. Den danska dokumentärfilmen Dreaming Murakami från 2018 handlar om Mette Holm.
Mette Holm är utbildad antropolog och har en magisterexamen i japanska.

## Litterära översättningar
Mette Holms litterära översättningar:
- Kitchen av Banana Yoshimoto (Gyldendal 1994)
- M/T og fortællingen om De Store Skoves Under av Kenzaburo Oe (Gyldendal 1995)
- N.P. av Banana Yoshimoto (Gyldendal 1997)
- Yo av Julia Alvarez (Gyldendal 1997)
- Trækopfuglens Krønike av Haruki Murakami (Klim 2001)
- Sønden for grænsen og Vesten for solen av Haruki Murakami (Klim 2003)
- Sputnik, min elskede av Haruki Murakami (Klim 2004)
- Norwegian Wood av Haruki Murakami (Klim 2005)
- Skyggelandet av Taichi Takada (Cicero 2006)
- Kafka på stranden af Haruki Murakami (Klim 2007) – med tillägg från 10-mio.kr.-puljen
- Efter skælvet af Haruki Murakami (Klim 2008) – med tillägg från 10-mio.kr.-puljen
- UDE av Natsuo Kirino (Peoples Press 2008)
- Efter midnat af Haruki Murakami (Klim 2008) – med tillägg från 10-mio.kr.-puljen
- Hvad jeg taler om, når jeg taler om at løbe av Haruki Murakami (Klim 2009)
- In the Miso Soup av Ryu Murakami (Klim 2010)
- Heist Society af Ally Carter (Alvilda 2011)
- 1Q84 – band 1, 2 och 3 av Haruki Murakami (Klim 2012 och 2013)
- Senseis mappe av Hiromi Kawakami (Hr. Ferdinand 2013)
- Hardboiled Wonderland og Verdens Ende av Haruki Murakami (Klim 2014)
- Den farveløse Tsukuru Tazakis pilgrimsår av Haruki Murakami (Klim 2014)
- Mænd uden kvinder av Haruki Murakami (Klim 2015)